# وودی هرمن
وودرو چارلز "وودی" هرمن (به انگلیسی: Woodrow Charles "Woody" Herman) ‏(۱۶ مه ۱۹۱۳ – ۲۹ اکتبر ۱۹۸۷) نوازنده کلارینت و سکسوفون (آلتو و سوپرانو) و خواننده و رهبر ارکستر جاز بود.